# Nicolás Mijáilovich Románov
El gran duque Nicolás Mijáilovich de Rusia (en ruso: Великий князь Никола́й Миха́йлович), nacido el 26 de abril de 1859 en Tsárskoye Seló, asesinado el 28 de enero de 1919 en San Petersburgo.
El Gran Duque fue doctor honoris causa en historia y en filosofía de la Universidad de Berlín, doctor honoris causa en historia en la Universidad de Moscú, presidente de la Sociedad histórica imperial (1909), presidente de la sociedad de pomología, presidente de la sociedad de geografía rusa (1892). Fue hijo de Miguel Nikoláyevich de Rusia y de Cecilia de Baden.

## Infancia
En 1862, su padre, el Gran Duque Miguel Nikoláievich de Rusia fue nombrado Virrey del Cáucaso, Nicolás Mijáilovich se trasladó con sus padres, y hermanos a Tiflis. El Gran Duque pasó su infancia y juventud en Georgia. Recibió una educación espartana, su madre observaba una estricta disciplina familiar y fue la figura dominante de la familia. Nicolás fue el hijo favorito de su madre, Cecilia de Baden. La educación lejos del resto de la familia y de San Petersburgo lo hicieron consagrarse a los estudios y fue considerado un hombre progresista.
Como sus demás hermanos, fue educado por tutores públicos
. Desde muy joven se mostró interesado por la literatura y la arquitectura, pero también fue un apasionado de las ciencias. Al igual que todos los miembros masculinos de la familia imperial, Nicolás estaba destinado a una carrera militar. Durante la Guerra ruso-turca de 1877-1878, participó como jefe de un batallón. La experiencia de la guerra fue traumática para el Gran Duque, y lo convirtió en un pacifista por el resto de su vida. En 1882, su padre fue nombrado Presidente del consejo del Imperio, la familia se mudó a San Petersburgo. Nicolás integró la Guardia montada de la Emperatriz María Fiódorovna. En este regimiento, fue conocido por el apodo de "Luis Felipe de Orleans" o Felipe Igualdad, pues como al príncipe revolucionario francés, le gustaba hablar de los soldados como "mis amigos".

## Matrimonios frustrados
En 1879, visitando la Corte de su tío materno, el Gran Duque Federico I de Baden (1826-1907), Nicolás se enamoró de su prima, la princesa Victoria de Baden. La Iglesia ortodoxa de Rusia prohibía los matrimonios entre primos, a pesar de ello, el Gran Duque pidió a su tío, Alejandro II de Rusia permiso para casarse con la princesa de Baden, amenazándole que si no lo autorizaban se quedaría soltero. En 1881, la Princesa de Baden se casó con Gustavo V de Suecia. En 1880, se mostró interesado por Amelia de Orleáns, hija mayor de Felipe de Orleans (1838-1894), Conde de París y de María Isabel de Orleans. El gran duque pidió el permiso de sus padres, pero los Románov despreciaban a los Orleáns, tal vez por su vena revolucionaria. Además, la princesa era católica, y el conde y la condesa de París se negaban a la conversión de su hija a la religión ortodoxa. Amelia Orleáns se casó en 1886 con Carlos I de Portugal. Decepcionado, desistió de la idea del matrimonio. Sin embargo, en la familia siempre se supo de hijos ilegítimos suyos. En una carta de 1910, el Gran Duque admite ser amante de la Princesa Nelly Bariatýnskaia.

## Estudios científicos
Nicolás de Rusia tenía poco interés por la vida militar, y poco talento con las armas. Él suplicó a su padre que le permitiera entrar en la universidad, pero el Gran Duque Miguel se opuso enérgicamente a esa petición. Para complacer a su padre, el Gran Duque entró en la academia militar, donde sobresalió en sus estudios. Pero llevaba la vida de un soldado, que prefiere el estudio de las mariposas y la investigación histórica. Fue el único miembro de la familia Románov en renunciar al ejército. 
Desde una edad muy temprana, Nicolás está muy interesado también por la Botánica. Recoge mariposas raras, publicó diez volúmenes titulados Debates sobre la Lepidoptera.. También le interesó la pomología, el estudio de las frutas. Desarrolló una variedad de mandarinas sin semillas
Se interesó por la historia -fue presidente de la Sociedad Histórica Imperial Rusa-, donde también sobresalió. Escribió varios libros sobre sus antepasados reinantes en Rusia.
En 1903, Nicolás abandona el ejército para dedicarse a sus estudios. El zar Nicolás II dio al Gran Duque acceso ilimitado a los archivos de la familia Románov y a la Biblioteca. Nicolás publicó una docena de libros sobre el reinado de Alejandro I de Rusia. 
Su obra histórica no contó en el apoyo de los historiadores rusos de la época, pero sí con los del resto de Europa y con los del periodo soviético, que reconocieron sus obras y fue el único miembro de la familia imperial de Rusia, incluido en la Gran Enciclopedia Soviética. 
Nicolas reunió una gran colección de objetos históricos, principalmente pinturas y miniaturas de personalidades. También obras de arte francés, como el retrato de Napoleón I pintado por Jacques Louis David. Este retrato se mantuvo con él en su palacio durante la Revolución Rusa, escondido en el sótano, y luego pasó de contrabando a  Finlandia. El Gran Duque también organizó exposiciones de arte, como la de 1905 en el famoso Palacio Táuride.
Cuando su primo Nicolás ascendió al trono con el nombre de Nicolás II, Nicolás Mijáilovich estuvo en muy buenos términos con él. Pero sus ideales liberales los hicieron alejarse.

## Primera Guerra Mundial
Al declararse la guerra en 1914, se enroló, pero como estaba retirado desde 1903, no se le dio ningún cargo efectivo. Se dedicó principalmente a visitar hospitales. Con los horrores de la guerra, se empieza a definir con vehemencia como socialista[cita requerida] y prevé la caída de muchas monarquías.
Descontento por la estrategia militar y política rusa, escribió un documento dirigido al zar, donde le pedía privar de todo poder e influencia a la zarina y donde evaluaba los errores del primer ministro Borís Stürmer (1848-1917). Esto le valió ser exiliado por el emperador. Volvió a San Petersburgo, rebautizado Petrogrado, tras la caída de la monarquía. Pero la nueva situación no le hacía esperar mucho sobre el futuro de su país.

## Revolución rusa
Permaneció en Petrogrado después de la Revolución de octubre, como muchos otros Románov, pensando que el régimen bolchevique no duraría mucho tiempo en el poder. Durante un tiempo, dudó en huir por Finlandia para ir a Dinamarca donde su sobrina, Alexandra de Mecklemburgo-Schwerin era reina consorte. Estas dudas le costaron la vida. En enero de 1918, los bolcheviques ocuparon su palacio. Al principio fue autorizado a continuar viviendo en él pero luego fue expulsado.

## Cautividad
En febrero de 1918, todos los hombres de la familia Románov en Petrogrado recibieron la orden de inscribirse en las oficinas de la Cheka; la policía secreta soviética decidió enviarlos al exilio al interior del país. El 30 de marzo de 1918, Nicolás fue enviado a Vólogda, en Siberia, fecha en la que partió hacia su detención acompañado de su cocinero y su asistente Constantin Brummer.
Más adelante lo acompañaron en el exilio su hermano Jorge Mijáilovich y su primo Demetrio Constantínovich con quienes podía entrevistarse frecuentemente. Allí podían moverse libremente a condición de no abandonar la ciudad.
La mañana del 14 de julio de 1918, dos días antes del fusilamiento de la familia imperial, los grandes duques fueron llevados a un pueblo para poder ser vigilados más de cerca.[cita requerida] Allí tomaron conocimiento de las ejecuciones y pocos días después fueron llevados nuevamente a Petrogrado y detenidos en la sede de la Cheka. Después de varios días, los prisioneros fueron autorizados a reunirse en el patio y a recibir del exterior ropa y cigarrillos. 
Los Románov se movilizaron ante Máximo Gorki, amigo de Lenin, para que intercediera por la liberación de los grandes duques. Lenin firmó la liberación pero al día siguiente fueron fusilados.[cita requerida]

## Ejecución
Durante la noche del 27 al 28 de enero de 1919, los grandes duques recibieron orden de preparar su bienes para un desplazamiento, sin saber si se trataba de una posible liberación, un cambio de prisión o una ejecución.
Fueron llevados a la Fortaleza de San Pedro y San Pablo. Allí llevaron también al gran duque Pablo Románov, tío de Nicolás II. Fueron llevados a una fosa, donde reposaban ya varios cadáveres; pasando ante la basílica donde reposan todos sus ancestros. Allí fueron ejecutados los cuatro grandes duques.

## Inhumación
Sus cuerpos fueron inhumados bajo una losa de cemento en las inmediaciones de la Fortaleza de San Pedro y San Pablo; pero el lugar exacto es aún desconocido. Sus restos nunca fueron encontrados.

## Títulos y distinciones honoríficas

### Títulos
- Su Alteza Imperial el gran duque Nicolás Mijáilovich de Rusia.[4]

### Distinciones honoríficas
- 1908: Condecorado con la Condecoración para las Artes y las Ciencias.[4] (Imperio austrohúngaro)